# 钱粮湖农场
钱粮湖农场，属于湖南省岳阳市，曾是江南最大的农场之一。1958年建场，1988年定为大型农垦三档企业，归岳阳市人民政府管辖。
钱粮湖农场是中华人民共和国建国初期“围湖造田”运动的产物，文化大革命时期曾因名称问题而改名，后又恢复。
1996年的洞庭湖洪水给钱粮湖农场造成了非常重大的财产损失，并严重破坏了钱粮湖农场的经济环境。钱粮湖农场现在已经在岳阳市的行政区域调整中被分拆为三个镇，设立钱粮湖镇、采桑湖镇、良心堡镇，并并入了君山区。